# Passiflora loxensis
Passiflora loxensis är en passionsblomsväxtart som beskrevs av Ellsworth Paine Killip och Cuatrec.. Passiflora loxensis ingår i släktet passionsblommor, och familjen passionsblomsväxter. Inga underarter finns listade i Catalogue of Life.